# 米利都圍城戰
米利都圍城戰（Siege of Miletus），為亞歷山大大帝東征時，與波斯阿契美尼德帝國之間的第一場攻城戰，發生在前334年，地點在波斯治下的希臘城邦米利都。雖然這是場攻城戰，但焦點主要在海軍上，這場戰爭雙方互相動員海軍，結果讓亞歷山大深知馬其頓艦隊實力無法與波斯艦隊對抗，造成日後決定奪取所有波斯海軍基地的戰略方針。

## 背景
亞歷山大大帝於前334年準備進軍亞洲，命馬其頓艦隊的160艘戰船和大批運輸船護送部隊渡過海峽。亞歷山大並於格拉尼庫斯河戰役擊敗當地波斯總督們的軍隊，使波斯在小亞細亞大部分的總督在此戰役陣亡，赫勒斯滂弗里吉亞完全落入亞歷山大手中，連薩第斯、以弗所都紛紛投降。而米利都的波斯駐軍守將赫格西斯特拉塔斯本來也要向亞歷山大獻城，但因附近的波斯守軍尚未遠離，加上波斯艦隊承諾會來援助，赫格西斯特拉塔斯因此反悔。亞歷山大先分派一些部隊進攻愛奧尼亞境內尚未臣服的城鎮，自己帶著剩下的部隊進攻米利都。

## 發起海戰的提議
因為波斯守軍事先把兵力集中在米利都內城，亞歷山大輕而一舉就占領外城，便準備開始圍攻。老將帕曼紐之子尼卡諾爾搶先在波斯艦隊尚未到達米利都之時，帶著馬其頓艦隊的160艘戰船占領米利都附近的萊德島，便把一些部隊運送上島上。三天後，400艘波斯艦隊才姍姍來遲，當波斯艦隊司令發現馬其頓艦隊已占領萊德島，只得於較遠的米克利拋錨。
雖然雙方數量懸殊，帕曼紐仍向亞歷山大建議發起海戰，因為此戰勝利的話將可以對波斯海軍造成沉重打擊，若輸的話也與現狀無差，因為波斯艦隊本來就擁有制海權，帕曼紐甚至向亞歷山大請纓，願意上船與艦隊共存亡。亞歷山大回絕帕曼紐的提議，並認為帕曼紐判斷是錯誤的。亞歷山大認為馬其頓艦隊除了數目較少外，海戰技巧上也不夠熟練，用來對付波斯艦隊中久經訓練的腓尼基和賽普勒斯水手，是相當不明智的，在無勝利把握下，他不想讓馬其頓人白白犧牲。亞歷山大還認為若海戰失敗的話，希臘本土的那些城邦將會趁機作亂，局勢會更加惡化。

## 圍城

米利都附近地理圖

之後，米利都市民代表和守城主力部隊希臘雇傭軍的代表前來見亞歷山大，希望亞歷山大解除圍城，而米利都將保持中立，並對馬其頓和波斯雙方開放城市和港口。亞歷山大一口回絕，要他們明日開始準備決戰。隔天，馬其頓陸海兩軍發動總攻擊，陸軍利用投石機轟擊城牆，並從缺口攻入城內。尼卡諾爾率領艦隊則封住米利都港口，讓波斯艦隊無法對米利都提供支援。城內波斯守軍受到馬其頓軍的攻擊，少部分逃到離城不遠的小島上，其餘的大多被消滅，全城遂落入亞歷山大手中。
當亞歷山大想要繼續進攻那座小島時，看到島上的300名希臘雇傭軍將要作殊死戰時，心裡感到同情，並認為對方是忠誠且高尚的戰士，便讓那300名希臘雇傭軍投降，編入自己軍隊中，島上其餘的人也都放了。
波斯艦隊的拋錨處取水相當不方便，雖然天天前來打算挑起海戰，但亞歷山大命令馬其頓艦隊守住港口，不准出海決戰。之後，亞歷山大還派遣帕曼紐之子菲羅塔斯率軍前去米克利，阻止波斯艦隊取水和獲得補給。迫使波斯艦隊退到更遠的薩摩斯島取得補給，在與馬其頓艦隊決戰無望下，波斯艦隊只好離開米利都海域。

## 戰後
戰後亞歷山大深知馬其頓艦隊實力無法與波斯艦隊對抗，而且軍費拮据，決定解散他的海軍。加上亞歷山大從戰場上認知到，只要用陸軍占領所有波斯海軍基地，波斯艦隊將無法補給和補充兵員，艦隊也就被迫消滅了。於是依著這個戰略，亞歷山大將把小亞細亞、腓尼基、埃及沿岸作為他的目標。

## 腳注
1. ↑   阿利安, 《亞歷山大遠征記》 卷一 p.042。
2. ↑   阿利安, 《亞歷山大遠征記》 卷一 p.044。